# Кариуки, Джулиус
Джулиус Кариуки (англ. Julius Kariuki; 12 июня 1961 года) — кенийский легкоатлет. На олимпийских играх 1988 года выиграл золотую медаль в беге на 3000 метров с препятствиями с олимпийским рекордом — 8.05,51 и который до сих пор является непревзойдённым.
Джулиус родился в городе Ньяхуруру. Довольно поздно начал спортивную карьеру. Специализировался в беге на 3000 метров с/п. Дебютировал на олимпийских играх 1984 года в беге на 3000 с/п, где занял седьмое место. В 1985 году стал чемпионом Африки. Чемпион Универсиады 1989 года на дистанции 10 000 метров. Победитель Игр Содружества 1990 года. На чемпионате мира 1991 года занял 4-е место.